# Touko Aalto
Touko Juhani Aalto, född 1 april 1984 i Nyslott, är en finländsk politiker (Gröna förbundet). Han var ledamot av Finlands riksdag från 2015 till 2019 och var partiordförande från juni 2017 till oktober 2018. Till utbildningen är Aalto kandidat i samhällsvetenskaper.
Aalto blev invald i riksdagsvalet 2015 med 4 326 röster från Mellersta Finlands valkrets. Touko Aalto valdes till ny ordförande för De gröna den 17 juni 2017. Aalto valdes till posten med 3489 röster. Emma Kari, huvudkonkurrenten för ordförandeplatsen, fick 2 111 röster.